# La Chapelle-des-Marais
La Chapelle-des-Marais é uma comuna francesa na região administrativa do País do Loire, no departamento de Loire-Atlantique. Estende-se por uma área de 18.05 km². Em 2010 a comuna tinha 4 352 habitantes (densidade: 241,1 hab./km²).